# Lycosa magallanica
Lycosa magallanica là một loài nhện trong họ Lycosidae.
Loài này thuộc chi Lycosa. Lycosa magallanica được Ferdinand Karsch miêu tả năm 1880.